# Edvin Lindgren
Edvin Mauritz Lindgren, född 20 juni 1878 i Tingsås församling, Kronobergs län, död 20 mars 1940 i Bromma, var en svensk elektroingenjör och industriman. Han var far till skådespelaren Peter Lindgren och regissören Lars-Magnus Lindgren.

## Tidiga år
Edvin Lindgren var son till byggmästaren Peter Magnus Lindgren och Gustava, ogift Petersdotter. 
Han blev 1896 elev vid Chalmers tekniska högskola i Göteborg, där han studerade maskinlära och elektronik samt tog examen 1901. Han bedrev också studier vid Polytechnikum i Zürich.

## Karriär
Edvin Lindgren var verktygskonstruktör vid AB Lux i Stockholm 1901–1903, i Paris och Sankt Petersburg 1903–1905, vid Asea i Västerås 1906–1907, hos bröderna Nobel i Baku 1907–1908 och vid AB Volta i Reval, Estland, 1907–1914.
År 1914 kom han tillbaka till ASEA där han kom att inneha olika befattningar, han var teknisk chef för bolagets ryska dotterföretag 1914–1919 och inköpschef i Västerås 1922–1925. Som direktör för Aseas koncessionsföretag i Ryssland verkade han 1927–1932 och ledde då uppbyggnaden av Jaroslavl-verkstaden, en modern och för Sovjetunionen betydelsefull anläggning med över tusen anställda. Han var sedan Aseas representant i Moskva 1932–1937 varefter han 1939 blev chef för företagets telferbyrå i Stockholm.
Genom sina goda kunskaper om ryska förhållanden kunde Edvin Lindgren leda Aseas affärer i Ryssland under svåra tider. Trots att hans vistelser i landet fick avbrytas kunde han göra viktiga insatser för företaget.

## Familj
Edvin Lindgren var från 1907 gift med Maria Lindholm (1881–1944), dotter till kamreraren Nikolaus Alfred Lindholm och Augusta Torén. De fick barnen Nils Alfred Lindgren (född 1908), Ebba Inga Lisa Lindgren (1909–1996), Kerstin Elisa Svedendahl (1911–1973), Brita Maria Kellin (1914–1976), Peter Lindgren (1915–1981) och Lars-Magnus Lindgren (1922–2004).